# Guajeru
Guajeru is een gemeente in de Braziliaanse deelstaat Bahia. De gemeente telt 9.330 inwoners (schatting 2009).

## Aangrenzende gemeenten
De gemeente grenst aan Caculé, Condeúba, Jacaraci, Presidente Jânio Quadros en Rio do Antônio.